# David Oyelowo
David Oyetokunbo Oyelowo (Oxford, 1 de abril de 1976) es un actor británico de ascendencia nigeriana. Es más conocido por haber interpretado a Danny Hunter en la serie de televisión Spooks y a Martin Luther King en la película Selma.

## Biografía
La familia de Oyelowo es originaria de Nigeria, fue a la escuela de teatro porque allí concurría una joven que le gustaba.
Estudió teatro y su maestra le sugirió que debería convertirse en actor. 
Después de terminar sus estudios tomó un año en un curso de arte, antes de recibir una beca por Nicholas Hytner para estudiar en la "Academia de Música y Arte Dramático de Londres, LAMDA", después de que se le ofreciera un papel en televisión, abandonó LAMDA antes de acompletar el curso.
David está casado con la actriz Jessica Oyelowo, la pareja tiene tres hijos y una hija.
Es buen amigo de la actriz Nikki Amuka-Bird, quien es la madrina de sus hijos.

## Carrera
Comenzó su carrera en el teatro en 1999, cuando se le ofreció un papel en Volpone, ese mismo año se integró a la producción de Antony and Cleopatra donde compartió créditos junto a Guy Henry, Frances de la Tour y Alan Bates.
En diciembre del 2000, David se convirtió en el primer actor negro que interpretar un monarca inglés, donde obtuvo el papel principal de Henry VI.
Su papel más conocido en el teatro donde dio vida al Rey Henry VI, en la producción del 2001, de la trilogía de Shakespeare. En un hito importante para la raza, Oyelowo fue el primer actor negro en desempeñar a un rey inglés en una producción de Shakespeare, aunque dicha decisión tuvo muchas críticas, en el 2001 su actuación lo hizo merecedor del premio Ian Charleson por la mejor actuación de un actor de menos de 30 años en un clásico.
David se dio a conocer en el 2002 por su participación en la serie de televisión Spooks, donde da vida al agente Danny Hunter. También trabajó en el drama aclamado Tomorrow La Scala! en el 2002, en el 2005 apareció en Prometheus Bounden.
En el 2006 trabajó en varias puestas cinematográficas entre ellas esta Shoot the Messenger, en Como gustéis (en inglés se titula As You Like It) una película de Kenneth Branagh, donde interpretó a Orlando De Boys el hermano de Oliver De Boys interpretado por Adrian Lester. También en el mismo año apareció como el Dr. Junju en 'la película nominada al Óscar El último rey de Escocia, junto a Forest Whitaker como Idi Amin.
En el 2007 participó en la película nominada a los Globo de Oro, "Five Days"; la cual lo hizo merecedor a un premio satélite en el 2007 por la categoría de mejor actor.
En diciembre del 2013 se anunció que David protagonizaría la película A United Kingdom donde dará vida a Seretse Khama, el heredero al trono africano de Botsuana que causó revuelo en 1948 luego de enamorarse de Ruth Williams, una joven blanca con quien finalmente se casó a pesar de que no se permitieran las uniones interracioales.
En abril del 2016 se anunció que David se había unido al elenco de la película Another Day In The Death Of America.

## Filmografía

### Películas
| Año  | Título                         | Personaje               |
| ---- | ------------------------------ | ----------------------- |
| 2023 | Juego de roles                 | Dave Brackett           |
| 2023 | The Book of Clarence           | Juan el Bautista        |
| 2022 | See How They Run               | Mervyn Cocker-Norris    |
| 2021 | Peter Rabbit 2: The Runaway    | Nigel Basil-Jones       |
| 2021 | Chaos Walking                  | Aaron                   |
| 2020 | Cielo de medianoche            | Adewole                 |
| 2020 | Come Away                      | Jack Littleton          |
| 2019 | Don't Let Go                   | Detective Jack Radcliff |
| 2018 | A Wrinkle in Time              | The It                  |
| 2018 | Gringo                         | Harold Soyinka          |
| 2018 | The Cloverfield Paradox        | Kiel                    |
| 2016 | Queen of Katwe                 | Robert Katende          |
| 2016 | A United Kingdom               | Seretse Khama           |
| 2016 | Nina                           | Clifton Henderson       |
| 2015 | Black Knight Decoded           | Padre                   |
| 2015 | Captive                        | Brian Nichols           |
| 2015 | Five Nights in Maine           | Sherwin                 |
| 2014 | Selma                          | Martin Luther King Jr.  |
| 2014 | A Most Violent Year            | D.A. Lawrence           |
| 2014 | Interstellar                   | Director                |
| 2014 | Default                        | Atlas                   |
| 2014 | Nightingale                    | Peter Snowden           |
| 2013 | 206                            | Hombre                  |
| 2013 | Nina                           | Clifton Henderson       |
| 2013 | The Butler                     | Louis Gaines            |
| 2013 | Complicit                      | Edward Ekubo            |
| 2012 | Jack Reacher                   | Emerson                 |
| 2012 | Lincoln                        | Ira Clark               |
| 2012 | The Paperboy                   | Yardley Acheman         |
| 2012 | Middle of Nowhere              | Brian                   |
| 2012 | Red Tails                      | Joe "Lightning" Little  |
| 2011 | 96 Minutes                     | Duane                   |
| 2011 | The Help                       | Preacher Green          |
| 2011 | Rise of the Planet of the Apes | Steven Jacobs           |
| 2011 | Rahab                          | Cen                     |
| 2010 | Blood and Oil                  | Keme Tobodo             |
| 2009 | Small Island                   | Gilbert                 |
| 2009 | Rage                           | Homer                   |
| 2008 | Who Do You Love                | Muddy Waters            |
| 2008 | Sweet Nothing in My Ear        | Leonard Grisham         |
| 2008 | A Raisin in the Sun            | Asagai                  |
| 2006 | Born Equal                     | Yemi                    |
| 2006 | El último rey de Escocia       | Dr. Junju               |
| 2006 | Como gustéis                   | Orlando De Boys         |
| 2006 | Shoot the Messenger            | Joseph Pascale          |
| 2006 | American Blend                 | Mercury                 |
| 2005 | Sin control                    | Oficial                 |
| 2005 | The Best Man                   | Graham                  |
| 2005 | A Sound of Thunder             | Payne                   |
| 2004 | End of the Line                | Commuter                |
| 2002 | Tomorrow La Scala              | Charlie                 |
| 2001 | Dog Eat Dog                    | CJ                      |

### Series de televisión
| Año             | Título                            | Personaje                       | Episodios                                   |
| --------------- | --------------------------------- | ------------------------------- | ------------------------------------------- |
| 2023            | Lawmen: Bass Reeves               | Bass Reeves                     | 8 episodios                                 |
| 2023            | Silo                              | Holston Becker                  | 5 episodios                                 |
| 2019            | Les miserables                    | Javert                          | 6 episodios                                 |
| 2014 - presente | Star Wars Rebels                  | Agente Kallus                   | 21 episodios                                |
| 2014            | Robot Chicken                     | Sebastian / Gandalf / Ron Daise | episodio Walking Dead Lobster               |
| 2010 - 2011     | Glenn Martin DDS                  | Clarence/Maestro                | 2 episodios                                 |
| 2011            | The Good Wife                     | Juez Edward Weldon              | episodio Two Courts                         |
| 2008            | The No 1 Ladies' Detective Agency | Kremlin Busang                  | episodio The No. 1 Ladies' Detective Agency |
| 2008            | The Passion                       | Joseph de Arimethea             | episodio # 1.4                              |
| 2007            | Five Days                         | Matt Wellings                   | 4 episodios                                 |
| 2006            | Mayo                              | Eddie Barton                    | episodio # 1.8                              |
| 2005            | As Time Goes By                   | Patrick                         | 2 episodios                                 |
| 2002 - 2004     | Spooks                            | Danny Hunter                    | 26 episodios                                |
| 1998            | Brothers and Sisters              | Lester Peters                   |                                             |

### Videojuegos
| Año  | Título                           | Personaje     |
| ---- | -------------------------------- | ------------- |
| 2015 | Star Wars Rebels: Recon Missions | Agente Kallus |

### Adaptación para la radio
| Año  | Título                                          | Personaje       |
| ---- | ----------------------------------------------- | --------------- |
| 2007 | Grace Unshackled - The Story of Olaudah Equiano | Olaudah Equiano |

### Director, productor y escritor
| Año  | Título              | Participación        |
| ---- | ------------------- | -------------------- |
| 2023 | Lawmen: Bass Reeves | Productor ejecutivo  |
| 2006 | The White Devil     | Director teatral     |
| 2009 | Big Guy             | Director y productor |
| 2006 | Graham & Alice      | Escritor             |

### Teatro
| Año  | Obra                        | Personaje             | Director       | Teatro            |
| ---- | --------------------------- | --------------------- | -------------- | ----------------- |
| 2016 | Otelo                       | Othello               | Sam Gold       | New York Theatre  |
| 2005 | Prometheus Bound            | Prometheus            | James Kerr     | Aquila Theater    |
| 2003 | The Good Brothers           | Monday                | William Kerley | -                 |
| 2001 | This England: The Histories | Rey Henry VI          | -              | -                 |
| 2001 | Richard III                 | Rey Henry VI          | Michael Boyd   | Young Vic Theatre |
| 2001 | Henry VI Part 2             | Rey Henry VI          | Michael Boyd   | -                 |
| 2001 | Henry VI Part 1             | Rey Henry VI          | Michael Boyd   | -                 |
| 1999 | Antony and Cleopatra        | Decretas / Menacrates | Steven Pimlott | -                 |
| 1999 | Volpone                     | Bonario               | Lindsay Posner | -                 |

## Premios y nominaciones
| Año  | Premio                                        | Categoría                                                                     | Trabajo           | Resultado |
| ---- | --------------------------------------------- | ----------------------------------------------------------------------------- | ----------------- | --------- |
| 2014 | Black Reel Award                              | Mejor actor de reparto                                                        | The Butler        | Nominado  |
| 2014 | NAACP Image Award                             | Mejor actor de reparto en una película                                        | The Butler        | Ganador   |
| 2013 | Screen Actors Guild Award                     | Mejor actuación de un reparto en una película                                 | The Butler        | Nominado  |
| 2013 | Black Reel Award                              | Mejor actor de reparto                                                        | Middle of Nowhere | Nominado  |
| 2013 | NAACP Image Award                             | Mejor actor de reparto en una película                                        | Middle of Nowhere | Nominado  |
| 2012 | Independent Spirit Award                      | Mejor actor de reparto                                                        | Middle of Nowhere | Nominado  |
| 2010 | Premios BAFTA                                 | Mejor actor                                                                   | Small Island      | Nominado  |
| 2010 | Premios del programa Royal Television Society | Mejor actor                                                                   | Small Island      | Ganador   |
| 2007 | Satellite Award                               | Mejor Actor en una Miniserie o Película para la Televisión                    | Five Days         | Ganador   |
| 2001 | Ian Charleson Award                           | Mejor Actuación de un actor de menos de 30 años en un clásico de reproducción | Rey Henry VI      | Ganador   |